# 小數點版本
小數點版本是软件專案中的一種維護版本，尤其是指只有修復程序错误或是小範圍清理程式碼而非加入新功能。一般來說，這種版本比穩定版頻繁釋出，且較常見於开源專案。
部份零售軟體也可能頻繁釋出小數點版本，但對有最新完整版本的使用者來說，不一定是免費升級；而主要版本即使是先前版本的使用者也幾乎都必需付費才能升級。